# 朱利奧·阿斯科利
朱利奧·阿斯科利（義大利語：Giulio Ascoli，1843年1月20日—1896年7月12日）是一名義大利猶太人數學家。

## 生平
阿斯科利是比薩高等師範學校的學生，於1868年畢業。1872年，他成為米蘭理工大學的代數與微積分教授。1879年起，他在Reale Istituto Tecnico Superiore擔任數學教授。他也是隆巴多研究所的通訊成員之一。
阿斯科利對實變函數的理論和傅立葉級數做出了貢獻，例如他在1884年介紹等度連續，這個主題被認為是實變函數理論中的基本概念之一。1889年，義大利數學家切薩雷·阿澤拉將阿斯科利定理概括為阿澤拉-阿斯科利定理，這是一個實用的函數順序緊湊性準則。

## 備註
1. ↑   此條目包含現處於公共領域的出版物中的內容：Singer, Isidore;  et al (编). . . New York: Funk & Wagnalls Company. 1901–1906.
2. ↑  根據Dshalalow (2000，第153頁)。
3. ↑  參見Dshalalow (2000，第153頁)。

## 傳記參考
- Guerraggio, Angelo; Nastasi, Pietro, , Science Networks. Historical Studies 29, Basel: Birkhäuser Verlag: x+299, 2005  [2022-03-18], ISBN 3-7643-6555-2, MR 2188015, Zbl 1084.01010, doi:10.1007/3-7643-7512-4, （原始内容存档于2022-05-02）.
- Tricomi, G. F. . . Memorie dell'Accademia delle Scienze di Torino. Classe di Scienze fisiche matematiche e naturali, series IV I. 1962: 120  [2010-07-31]. Zbl 0132.24405. （原始内容存档于2012-07-28）.(in Italian). Available from the website of the.

## 外部連結
- 義大利語傳記。
- 猶太百科全書中的朱利奧·阿斯科利 （页面存档备份，存于）。
- By Their Fruits Ye Shall Know Them: Some Remarks on the Interaction of General Topology with Other Areas of Mathematics （页面存档备份，存于） by T. Koetsier, J. Van Mill，一篇包含阿斯科利關於阿澤拉-阿斯科利定理工作歷史的文章。